# تنها در خانه: سرقت در تعطیلات
تنها در خانه: سرقت در تعطیلات (به انگلیسی: Home Alone: The Holiday Heist) فیلمی تلویزیونی کمدی کریسمس محصول سال ۲۰۱۲ کشور آمریکا است. این فیلم پنجمین دنباله مجموعه تنها در خانه است. کریستین مارتین، جودل فرلاند، مالکولم مک‌داول، دبی میزار و ادی استیپلز بازیگران این فیلم هستند. این فیلم در ۲۵ نوامبر ۲۰۱۲، در شبکه ای‌بی‌سی فمیلی در حین شمارش معکوس ۲۵ روز تا کریسمس به نمایش درآمد. این دومین فیلم، بعد از تنها در خانه ۳ بدون تمرکز بر خانواده مک‌کالیستر است. اگرچه ادای احترام زیادی به فیلم‌های قبل از آن وجود دارد. تنها در خانه: سرقت در تعطیلات عمدتا نقدهای منفی دریافت کرد، اگرچه بهتر از چهارمین فیلم بود.

## داستان
خانواده باکستر از کالیفرنیا به راکلند، مین نقل مکان می‌کنند و در فصل کریسمس به خانه جدید خود استقرار می‌یابند. فین باکستر ۱۰ ساله و خواهر بزرگترش الکسیس عاشق فناوری هستند که خود را از والدین خود کرتیس و کاترین و دنیای بیرون جدا می‌کنند. فین اغلب بازی‌های ویدئویی انجام می‌دهد و الکسیس اغلب در تلفن و کامپیوتر خود است. با تشویق پدرش برای اجتماعی شدن، فین با همسایه‌اش، میسون دوست می‌شود که به او درباره افسانه یک گانگستر خفه شده که روح او خانه جدید باکسترها را تسخیر می‌کند، آگاه می‌کند و فین را نگران می‌کند.
در حالی که خانواده برای خرید کریسمس از خانه خارج می‌شوند، گروهی از دزدان متشکل از سینکلر، جسیکا و قفل صندوق بازکن جدیدشان هیوز طرح ورود به خانه و دزدیدن یک نقاشی قدیمی طولانی گمشده ادوارد مونک به ارزش ۸۵ میلیون دلار را اجرا می‌کنند، بی‌خبر از اینکه خانه اشغال شده است. آنها نمی‌توانند نقاشی را در گاوصندوق زیرزمین پیدا کنند. هنگامی که باکسترها به خانه برمی‌گردند، دزدان سریعاً فرار می‌کنند. در شب، کرتیس و کاترین برای شرکت در مهمانی کریسمس که توسط رئیس جدید کاترین، آقای کارسون برگزار شده، از خانه خارج می‌شوند. فین و الکسیس به دلیل رفتار ناشایست خود در خانه باقی می‌مانند، فین اجازه ندارد بازی‌های ویدیویی انجام دهد و الکسیس فقط می‌تواند از تلفن خود برای تماس‌های اضطراری استفاده کند.
همان شب، دزدان قصد دارند برگردند، زیرا فکر می‌کنند خانه خالی است. سینکلر به جسیکا و هیوز اطمینان می‌دهد که نقاشی مورد جستجوی آنها، بیوه، پرتره مادربزرگش و خانواده‌اش است که دهه‌ها پیش دزدیده شده است. در همین حال، فین در خانه گشت می‌زند و یک کنترل یدکی را پیدا می‌کند. به دنبال باتری‌های جدید، او به اشتباه یکی از آنها را درون زیرزمین می‌اندازد. فین الکسیس را همراه خود می‌برد تا آن را بازیابی کنند و آنها متوجه می‌شوند که گاوصندوق باز است و یک اتاق مخفی پشت آن قرار دارد که نقاشی مورد جستجوی سینکلر در آنجا است. فین با ترس از نقاشی فرار می‌کند و الکسیس به اشتباه یک تله را فعال می‌کند و در اتاق زندانی می‌شود.
همانطور که کولاک برفی ادامه می‌یابد، کرتیس و کاترین مجبور می‌شوند در مهمانی کریسمس بمانند و نگران بچه‌های خود در خانه می‌شوند. الکسیس که در پشت گاوصندوق زندانی شده، فین برای خرید لوازم مورد نیاز برای نجات او به ابزار فروشی می‌رود، اما تنها می‌تواند نخ بخرد. پس از برخورد با سینکلر، او برنامه‌های آنها برای ورود به خانه‌اش را می‌شنود. با عجله به خانه برمی‌گردد و به دوست آنلاین خود، سایمون را درباره موقعیت آگاه می‌کند. فین تله‌های انفجاری زیادی در اطراف خانه برپا می‌کند. دزدان مجبور می‌شوند از این تله‌ها عبور کنند و در حین ورود به خانه توسط آنها آسیب می‌بینند، به طوری که جسیکای خوش‌پوش با قیر پوشانده می‌شود. بالاخره، کرتیس و کاترین می توانند به خانه برگردند. سایمون که نگران است، با استفاده از گیمرتگ فین و جزئیات کارت اعتباری والدینش، با آنها تماس می‌گیرد تا آنها را درباره خطری که بچه‌هایشان با آن روبرو هستند، هشدار دهد، اما آنها به او مشکوک هستند و به جای آن پلیس را احضار می‌کنند.
در خانه، سینکلر، جسیکا و هیوز فین را بازداشت و او را در ون خود نگه می‌دارند. سینکلر و هیوز به گاوصندوق می‌روند تا آن را باز کنند. اما میسون با پرتاب گلوله‌های برفی به جسیکای چرم‌پوش، فین را نجات می‌دهد. او که اکنون بسیار آشفته شده است در نهایت با گلوله‌های برفی بیهوش می‌شود.
در همین حال، سینکلر و هیوز وارد گاوصندوق می‌شوند و نقاشی را پیدا می‌کنند. الکسیس آنها را تهدید می‌کند که نقاشی را خراب می‌کند. فین فرار می‌کند و الکسیس را آزاد می‌کند در حالی که تله‌ای را فعال می‌کند که آن دو دزد را در زیرزمین زندانی می‌کند، که توسط پلیسی که سایمون را بازداشت کرده بود در تلویزیون دیده شد. در حالی که میسون جسیکا را تا گردنش در یک آدم برفی بدون سر محصور کرده است، پلیس می‌رسد تا متهمان را دستگیر کند. این خانواده چهار بلیط موزه و ۳۰۰۰۰ دلار به عنوان پاداش برای دستگیری فراریان و بازیابی نقاشی دریافت می‌کنند. به عنوان عذرخواهی، والدین فین به سایمون بلیط هواپیما می‌فرستند تا با خانواده‌اش در کریسمس باشد.
در روز کریسمس، فین یک برد اسکی و بسته الحاقی «روبو پیاده‌نظام ۳» دریافت می‌کند. الکسیس یک تبلت کامپیوتر و فین و پدرش یک راهنمای کمپینگ دریافت می‌کنند. فین تصمیم می‌گیرد از بازی‌های ویدیویی استراحت کند و با میسون، که اکنون بهترین دوست او شده است، اسکی برود. آخرین صحنه، متهمان را در هنگام گرفتن عکس بازداشت در ایستگاه پلیس نشان می‌دهد، همانطور که یک افسر پلیس زن کپی عکس‌های بازداشت را در یک پرتره قرار می‌دهد.

## بازیگران
- کریستین مارتین در نقش فین باکستر
- جودل فرلاند در نقش الکسیس باکستر
- مالکوم مک‌داول در نقش سینکلر
- دبی میزار در نقش جسیکا
- الی هاروی در نقش کاترین باکستر
- داگ موری در نقش کرتیس باکستر
- اد اسنر در نقش آقای کارسون
- پیتر داکونها در نقش میسون
- آدریانا اونیل در نقش گابی مارانتا
- بیل ترنبول در نقش سایمون هسلر
- کریس سیگوردسون در نقش کلرک
- ایوان اسکات در نقش بابانوئل در سورتمه

## تولید

### توسعه
در ابتدا با عنوان تنها در خانه: تنها در تاریکی، توسعه این فیلم در مارس ۲۰۱۲، به عنوان محصول مشترک بین ای‌بی‌سی فمیلی و استودیوهای فاکس تی‌وی آغاز شد. همچنین هر دو شرکت در سال ۲۰۰۲ تنها در خانه ۴: پس گرفتن خانه را تولید کردند.

### فیلم‌برداری
این فیلم در وینیپگ، منیتبا، کانادا فیلم‌برداری شده است.

## انتشار

### رسانه خانگی
این فیلم تلویزیونی در ۲۹ اکتبر ۲۰۱۳ در ایالات متحده و کانادا بر روی دی‌وی‌دی منتشر شد. در منطقه ۴ در ۱۲ نوامبر ۲۰۱۴ منتشر شد. در منطقه ۲، فیلم در سال ۲۰۱۳ منتشر شد اما در ابتدا فقط در قالب دانلود و استریم آنلاین در دسترس بود و توزیع آن در آنجا عمدتاً بر روی این فرمت‌ها متمرکز است. در ۲ نوامبر ۲۰۱۵، فیلم به صورت بخشی از یک بسته مجموعه ۵ فیلم اول تنها در خانه در انگلستان روی دی‌وی‌دی در آمازون منتشر شد.
این فیلم ۹۹۶ هزار دلار از فروش ویدئوی خانگی به دست آورد.

### پخش جریانی
در نوامبر ۲۰۲۰، دیزنی شروع به نمایش سه‌گانه اصلی تنها در خانه در سرویس استریمینگ خود، دیزنی پلاس، به مناسبت سی‌امین سالگرد اولین فیلم کرد. چهارمین و پنجمین قسمت‌ها در اچ‌بی‌او مکس منتشر شده بودند، و در ۱۷ دسامبر ۲۰۲۱ به دیزنی پلاس اضافه شدند.

## پذیرایی

### پاسخ انتقادی
تنها در خانه: سرقت در تعطیلات عمدتاً نقدهای منفی دریافت کرد، اگرچه عملکرد بهتری از قسمت قبلی این مجموعه داشت. امیلی اشبی از کامن سنس مدیا به این فیلم ۲ ستاره از ۵ ستاره اهدا کرد و نوشت که اگرچه فیلم یک «کمدی اسلپ‌استیک قابل پیش‌بینی» بود، اما «هنوز باعث خنده می‌شود».